# Walcott (Iowa)
Walcott é uma cidade localizada no estado americano de Iowa, no Condado de Muscatine e Condado de Scott.

## Demografia
Segundo o censo americano de 2000, a sua população era de 1528 habitantes.
Em 2006, foi estimada uma população de 1532, um aumento de 4 (0.3%).

## Geografia
De acordo com o United States Census Bureau tem uma área de
7,8 km², dos quais 7,7 km² cobertos por terra e 0,1 km² cobertos por água. Walcott localiza-se a aproximadamente 235 m acima do nível do mar.

## Localidades na vizinhança
O diagrama seguinte representa as localidades num raio de 16 km ao redor de Walcott.